# Distrito electoral de Indian Creek n.º 7
Indian Creek No. 7 Precinct es una subdivisión territorial del condado de Menard, Illinois, Estados Unidos. Según el censo de 2020, tiene una población de 345 habitantes.
De los 102 condados del estado de Illinois, 17 (entre ellos, el condado de Menard) están subdivididos en "precintos". Los restantes condados están subdivididos en townships. A pesar de esta distinción, a veces también se hace referencia a los precintos como civil townships. 
A diferencia de los precintos electorales, estos precintos no están necesariamente restringidos a un solo distrito electoral. En cambio, sirven como subdivisiones del condado. No deben ser confundidos, por lo tanto, con los distritos electorales.

## Geografía
La subdivisión tiene una superficie total de 66.20 km², de los cuales 65.91 km² corresponden a tierra firme y 0.29 km² están cubiertos de agua.

## Demografía
Según el censo de 2020, hay 345 personas residiendo en la zona. La densidad de población es de 5.23 hab./km². El 92.46% de los habitantes son blancos, el 0.58% son afroamericanos, el 0.87% son asiáticos, el 1.45% son de otras razas y el 4.64% son de una mezcla de razas. Del total de la población, el 2.03% son hispanos o latinos de cualquier raza.